# Road Redemption
Road Redemption es un videojuego de carreras de combate vehicular desarrollado por los estudios con sede en Nueva Orleans, EQ-Games y Pixel Dash Studios, como sucesor espiritual de la serie Road Rash. El juego se lanzó en PC el 4 de octubre de 2017. Las versiones para consola de Road Redemption se lanzaron el 6 de noviembre de 2018 para PlayStation 4, Xbox One y Nintendo Switch. Una versión móvil de Road Redemption se lanzó el 28 de septiembre de 2022 para Android e iOS.

## Jugabilidad
El juego es un sucesor espiritual de la serie de videojuegos de carreras Road Rash. El objetivo del juego es replicar la simplicidad y la extravagancia de estilo arcade de los juegos de Road Rash, al mismo tiempo que introduce gráficos y mecánicas de juego más modernas. Además de las armas cuerpo a cuerpo que se presentaban en Road Rash, Road Redemption introduce armas de fuego como opciones para los jugadores. El juego contará con modos multijugador en pantalla dividida, incluyendo los que se juegan en computadora, lo cual es una rareza en la plataforma. La versión propuesta para Wii U habría incluido la posibilidad de que las sesiones multijugador se llevaran a cabo con un jugador en la televisión y el otro utilizando solo la pantalla del Wii U GamePad.

## Desarrollo
En 2009, Ian Fisch, un fan de la serie Road Rash desde hacía mucho tiempo, escribió una entrada de blog sobre por qué el juego necesitaba ser revivido. Su intención con la entrada del blog era hacer un llamado a los desarrolladores de Electronic Arts para que revisitaran la serie. Sin embargo, después de los fracasos comerciales de híbridos de carreras/combate como Split/Second y Blur, creyó que no habría apetito por ese tipo de juego por parte de un editor establecido. Por lo tanto, comenzó a trabajar en su propia versión del juego.
El juego fue anunciado por primera vez en abril de 2013, junto con una campaña de financiación colectiva en Kickstarter. La campaña recaudó más de $173,000, superando con éxito su objetivo de $160,000. Aunque el juego fue financiado para su desarrollo, no logró alcanzar la meta adicional de $198,000 para una versión de Oculus Rift de realidad virtual. Paul Fisch, uno de los desarrolladores del juego, elaboró sobre las razones por las que su campaña de Kickstarter no "despegó" en un artículo para The Penny Arcade Report. En él, atribuyó el problema al momento en que se lanzó la campaña y a una fatiga generalizada de las campañas de financiación colectiva.
El juego inicialmente tenía previsto su lanzamiento para agosto de 2014, pero este se retrasó a noviembre de 2014 cuando se lanzó la versión alfa en abril de 2014. Aunque se lanzó una versión beta temprana a través de Steam Early Access en septiembre de 2014, el juego no cumplió con su fecha de lanzamiento en 2014, y la falta de actualizaciones adicionales en 2015 generó temores de que el juego fuera cancelado. Una actualización en abril de 2016 aclaró que el desarrollo seguía en marcha y se planeaba un lanzamiento para el tercer trimestre de 2016 en Microsoft Windows, macOS y Linux. Las versiones para PlayStation 4, Xbox One y Wii U estaban planeadas para después de esa fecha. Las actualizaciones iniciales de 2016 no mencionaron a la Wii U como plataforma, lo que nuevamente generó especulaciones sobre la cancelación de esa versión en particular. Sin embargo, DarkSeas Games aclaró que la versión de Wii U seguía en los planes, pero se había retrasado para después de las versiones de PS4 y Xbox One, citando trabajo adicional que debía realizarse para que el juego funcionara en la menos potente Wii U. En mayo de 2018, DarkSeas Game anunció que habían cambiado su enfoque al desarrollo de una versión para Nintendo Switch.
Tras el lanzamiento del juego, DarkSeas Games también tiene la intención de convertir el juego en código abierto, lo que permitiría a las personas crear mods para el juego. Además, DarkSeas Games se asoció con Yacht Club Games para incorporar al personaje Shovel Knight en el juego como un personaje jugable.

## Recepción

### Prelanzamiento
En la revisión de Steam Early Access de Eurogamer del juego, Dan Whitehead elogió el juego a pesar de sus peculiaridades y problemas, afirmando: "Hay muchos problemas, en otras palabras, y el equipo de desarrollo tiene mucho trabajo de equilibrio y pulido por hacer si Road Redemption pretende convertirse en un sucesor genuinamente satisfactorio y bien redondeado de su inspiración. Sin embargo, a pesar de la tosquedad, los bordes ásperos y las ideas sin terminar, el juego funciona de manera brillante donde importa". Polygon se refirió a la misma versión temprana como "un Road Rash más loco y profundo" que era "tan rápido, frenético y violento como su inspiración obvia". El precio de $40 del juego para una versión alfa recibió críticas de algunos sitios web.

### Postlanzamiento
Según el sitio web de agregación de reseñas Metacritic, Road Redemption recibió críticas "mixtas o promedio".